# Полипропиленгликоль
Полипропиленгликоль — полимер пропиленгликоля. Гидроксильное число 28—750.

## Описание
Получается полимеризацией оксида пропилена в массе в присутствии гликолей (моно- и дипропиленгликоли, бутандиолы) под действием щелочных катализаторов при 100—160 °C; в присутствии глицерина, пентаэритрита или сорбита получаются полиоксипропиленполиолы.

## Применение
- В производстве полиуретанов
- Загустители
- Смазочные материалы
- Гидравлические жидкости
- Неионогенные ПАВ
- Пищевая промышленность